# Lupinus nevadensis
Lupinus nevadensis är en ärtväxtart som beskrevs av Amos Arthur Heller. Lupinus nevadensis ingår i släktet lupiner, och familjen ärtväxter. Inga underarter finns listade i Catalogue of Life.